# Marian (The Cats)
Marian is een single van The Cats die werd uitgebracht in 1969. Op lp verscheen het nummer voor het eerst op hun verzamelalbum Portrait. De single werd bekroond met goud.
Marian werd geschreven door Arnold Mühren. Op de B-kant staat eveneens een eigen nummer, Somewhere up there, dat werd geschreven door Piet Veerman. Marian werd in 1987 opnieuw uitgebracht, maar werd toen geen hit.
Het lied gaat over een man die lange tijd onderweg is geweest en bij terugkeer zijn geliefde in tranen aantreft. Zij heeft zich in al die tijd van hem verwijderd terwijl hij nog hoop heeft dat ze nog bij elkaar terug kunnen komen. De Nederlandse producer John Möring leverde een Duitse versie van het nummer voor The Cats. Deze bestaat uit vertaalde delen en eigen tekst; de strekking van het nummer is ongeveer gelijk.
Van het nummer verschenen er twee covers in Italië, door The Sfinx in de originele versie en door Giano Ton vertaald als Bocca di rosa, in Frankrijk door Frederic François in het Frans, in Noorwegen door Finsen, in Duitsland door Mystic Eyes en in Indonesië door Pulo Samosir als Maria.

## Hitnotering
Marian was de derde nummer 1-hit van The Cats; ook de andere twee werden geschreven door Mühren. 

### Nederlandse Top 40
Het plaatje was eerst Alarmschijf. Na vijf weken moest het plaats maken voor Mighty Joe van Shocking Blue.
| Positie: | 16 | 1 | 1 | 1 | 1 | 1 | 2 | 3 | 7 | 10 | 16 | 25 | 20 | 26 | 23 | 32 | uit |

### NederlandseHilversum 3 Top 30
| Positie: | 21 | 1 | 1 | 1 | 1 | 1 | 1 | 5 | 7 | 12 | 17 | 25 | 25 | 25 | uit |

### BelgischeBRT Top 30
Deze lijst begon pas op 2 mei 1970.

### VlaamseVoorloper van Ultratop 30
| Positie: | 17 | 10 | 9 | 11 | 8 | 8 | 9 | 10 | 15 | 17 | 16 | 12 | 16 | uit |

### Evergreen Top 1000
| Evergreen Top 1000 "Marian" | Evergreen Top 1000 "Marian" | Evergreen Top 1000 "Marian" | Evergreen Top 1000 "Marian" | Evergreen Top 1000 "Marian" | Evergreen Top 1000 "Marian" | Evergreen Top 1000 "Marian" | Evergreen Top 1000 "Marian" | Evergreen Top 1000 "Marian" | Evergreen Top 1000 "Marian" | Evergreen Top 1000 "Marian" | Evergreen Top 1000 "Marian" | Evergreen Top 1000 "Marian" | Evergreen Top 1000 "Marian" | Evergreen Top 1000 "Marian" | Evergreen Top 1000 "Marian" | Evergreen Top 1000 "Marian" |
| Jaar                        | 2008                        | 2009                        | 2010                        | 2011                        | 2012                        | 2013                        | 2014                        | 2015                        | 2016                        | 2017                        | 2018                        | 2019                        | 2020                        | 2021                        | 2022                        | 2023                        |
| --------------------------- | --------------------------- | --------------------------- | --------------------------- | --------------------------- | --------------------------- | --------------------------- | --------------------------- | --------------------------- | --------------------------- | --------------------------- | --------------------------- | --------------------------- | --------------------------- | --------------------------- | --------------------------- | --------------------------- |
| Positie                     | 157                         | 174                         | 175                         | 175                         | 179                         | 50                          | 59                          | 30                          | 70                          | 53                          | 50                          | 25                          | 36                          | 24                          | 23                          | 18                          |

### NPO Radio 2 Top 2000
| Nummer met noteringen in de NPO Radio 2 Top 2000 | '99 | '00 | '01 | '02 | '03 | '04 | '05 | '06 | '07 | '08 | '09 | '10 | '11 | '12 | '13  | '14 | '15  | '16  | '17  | '18  | '19 | '20  | '21  | '22  | '23  | '24  |
| ------------------------------------------------ | --- | --- | --- | --- | --- | --- | --- | --- | --- | --- | --- | --- | --- | --- | ---- | --- | ---- | ---- | ---- | ---- | --- | ---- | ---- | ---- | ---- | ---- |
| Marian                                           | 995 | -   | 737 | 659 | 697 | 701 | 609 | 534 | 565 | 594 | 543 | 571 | 792 | 828 | 1002 | 905 | 1112 | 1116 | 1589 | 1325 | 931 | 1057 | 1009 | 1070 | 1023 | 1031 |

1. ↑  Een '-' betekent dat het nummer niet was genoteerd en een vetgedrukt getal geeft de hoogste notering aan.